# Hatcukliba
L'Hatcukliba, secondo la tradizione dei nativi americani, era un grosso lucertolone ricoperto di scaglie scintillanti.
Viveva nel territorio dei Creek. Pare che emettesse dei ruggiti e che divorasse cani e bambini. Inoltre correva veloce come un uomo. Per certi versi era simile allo Scultone delle credenze popolari Sarde.